# (26104) Masayukimori
(26104) Masayukimori est un astéroïde de la ceinture principale découvert en 1990.

## Description
(26104) Masayukimori a été découvert le 11 novembre 1990 à l'observatoire de Kitami, situé à l'est d'Hokkaidō (Japon), par Kin Endate et Kazuro Watanabe.

### Caractéristiques orbitales
L'orbite de cet astéroïde est caractérisée par un demi-grand axe de 2,48 UA, un périhélie de 1,98 UA, une excentricité de 0,20 et une inclinaison de 9,70° par rapport à l'écliptique. Du fait de ces caractéristiques, à savoir un demi-grand axe compris entre 2 et 3,2 UA et un périhélie supérieur à 1,666 UA, il est classé, selon la JPL Small-Body Database, comme objet de la ceinture principale.

### Caractéristiques physiques
(26104) 1990 VV1 a une magnitude absolue (H) de 13,8 et un albédo estimé à 0,045.